# Universidade Estadual Paulista em São Paulo
O Campus de São Paulo da Universidade Estadual Paulista é composto pelo Instituto de Artes e pelo Instituto de Física Teórica, localizado no bairro do Barra Funda, cujo atual campus teve início de suas atividades em 2009.